# يشيلاوه (أديامان)
يشيلاوه (بالتركية: Yeşilova)‏ هي قرية تتبع إداريّاً لمديرية أديامان في محافظة أديامان التركية الواقعة في جنوب شرق الأناضول. وبلغ عدد سكانها 96 نسمة في عام 2021.